# Clavia Nord Modular
De Nord Modular van de Zweedse fabrikant Clavia is een serie hardwarematige digitale modulaire synthesizers. De geluidsopwekking gebeurt middels DSP's waarbij algoritmes als modules worden voorgesteld. Een groot deel van deze modules zijn een directe afspiegeling van functionele modules in "klassieke" modulaire synthesizers. Hierdoor kan de Nord Modular gezien worden als een virtueel analoge versie van een modulaire synthesizer. De gebruiker kan vrij uit de beschikbare modules kiezen en deze aan elkaar verbinden. Omdat de modules slechts algoritmes zijn kunnen ze meerdere keren in het model worden gebruikt. Dit in tegenstelling tot fysieke (analoge) modulaire synthesizers waarbij men beschikt over een beperkte hoeveelheid modules van een bepaald soort. Bij het samenstellen van een model zijn er geen beperkingen wat betreft de volgorde en de onderlinge verbindingen van de modules. De enige beperking is de verbeeldingskracht van de programmeur en de rekenkracht van de gebruikte DSP's. Op het bedieningspaneel van de Modular bevindt zich een aantal knoppen die vrij toegekend kunnen worden aan parameters van de modules, of via Morph sets aan meerdere parameters tegelijk. Deze knoppen zijn niet voorzien van bijschriften omdat in ieder synthesizermodel functieknoppen een andere betekenis kunnen hebben

## Eigenschappen
Een modulaire synthesizer is eigenlijk een verzameling functionele modules die middels kabels tot een model worden verbonden. Een model is in deze context te zien als een complete, op zichzelf staande synthesizer. Voor het maken van dit model is bij de Nord Modular een bewerkingsprogramma voor pc of Apple Macintosh nodig. 
In het bewerkingsprogramma kunnen de verschillende modules, zoals oscillatoren, envelopegeneratoren, LFO's, sequencers, filters, mixers, vocoders en effectmodules geplaatst en onderling verbonden worden. Als de synthesizer aangesloten is aan de computer kan men vanuit het bewerkingsprogramma direct ingrijpen in de op dat moment op de synthesizer actieve modellen/modules. Ook parameters die op de synthesizer zelf gewijzigd worden zijn meteen in het bewerkingsprogramma te zien. Als het model klaar is kan men het in de Nord Modular oplaan en zonder computer gebruiken. De parameters van de modules kunnen dan via (draai)knoppen en menu's worden benaderd om met het model een geluid te creëren of te bewerken. Men kan dan echter geen modules meer toevoegen of weghalen of de onderlinge verbindingen wijzigen. De computer is in de eerste generatie door middel van MIDI met de synthesizer verbonden, de tweede generatie Modulars gebruikt hiervoor een USB-poort.
Niet alleen synthese van geluiden is mogelijk, omdat de synthesizer ook audio-ingangen heeft en een uitgebreid scala aan filters en effectmodules kunnen er ook allerlei geluidsbewerkingen mee gemaakt worden. Zo kan bijvoorbeeld geluid kunstmatig "verouderd" worden door de bandbreedte te verkleinen en vervorming, ruis en tikken toe te voegen.

## Eerste generatie
De eerste generatie Modulars telt drie modellen, de Micro Modular de Modular Keys en de Modular Rack. Hierbij is het enige verschil tussen de Keys versie en de Rack versie dat de eerste een keyboard bevat en de tweede niet. De Micro Modular heeft één DSP, de Modular vier, met de mogelijkheid voor een uitbreiding naar acht.
Het "synthesizermodel" moet in een enkele DSP passen, elke module heeft een bepaalde belastingsfactor waarvan de som niet boven 100% uit mag komen. Eenvoudige modellen passen meerdere keren in een DSP, waarmee met een enkele DSP dan al polyfoon gespeeld kan worden. De Modular is met zijn vier DSP's dus minimaal vierstemmig polyfoon. De Modular heeft ook de mogelijkheid vier modellen tegelijkertijd actief te maken, waarmee dan (met inlevering van polyfonie) multitimbraal gespeeld kan worden.
|                                            | Micro Modular | Modular                         |
| ------------------------------------------ | ------------- | ------------------------------- |
| aantal DSP's                               | 1             | 4 (of 8 met uitbreidingsmodule) |
| aantal actieve programma's (multitimbraal) | 1             | 4                               |
| functieknoppen                             | 3             | 18                              |
| toetsenbord                                | geen          | geen of twee octaaf             |
| audio ingangen                             | 2             | 2                               |
| audio uitgangen                            | 2             | 4                               |

## Tweede generatie
In Nord Modular G2 zijn de tekortkomingen van de eerste generatie voor een groot deel verholpen, zo is er een USB poort voor verbinding met de computer, "rotary encoders" in plaats van potentiometers en hebben de knoppen een lcd-display waarin een beschrijvende tekst getoond kan worden. Hoewel er maar 8 knoppen zijn is er een soort van "bladersysteem" om tot 120 parameters te kunnen wijzigen. Daarnaast is de verdeling van de rekenkracht van de DSP's op een transparante manier geregeld. Ook zaken als het kunnen splitsen van het toetsenbord bij multitimbraal gebruik zijn beter geregeld.
De G2 is er in drie versies: de "engine" die in een 19-inch rek gemonteerd kan worden en geen externe bedieningselementen heeft, de G2 met een drie octaafs keyboard en de G2X met een vijf octaafs keyboard. De G2X heeft standaard een "voice expansion module" ingebouwd (vergelijkbaar met de extra DSP's van de eerste generatie), deze module is optioneel voor de twee andere modellen.